# Steve Carlton
Steve Norman Carlton (* 22. Dezember 1944 in Miami, Florida) ist ein ehemaliger US-amerikanischer Baseballspieler in der Major League Baseball (MLB). Sein Spitzname ist Lefty.

## Leben
Steve Carlton gab sein Debüt in der National League bei den St. Louis Cardinals am 12. April 1965. Ab der Saison 1967 war der linkshändige Pitcher dann fester Bestandteil der Werferrotation der Cardinals. In dieser Saison kam er auf vierzehn Siege bei neun Niederlagen und erreichte mit den Cardinals die World Series gegen die Boston Red Sox. Carlton kassierte in seinem World-Series-Start zwar eine Niederlage, aber sein Team blieb siegreich. 1968 erreichten die Cardinals erneut die World Series, unterlagen aber den Detroit Tigers.
Ab der Saison 1969 erreichte Carlton endgültig die Aufmerksamkeit der Baseballwelt. Er wurde als Starter für das All-Star Game nominiert und wurde dort auch der Siegpitcher. Am 15. September stellte er dann einen neuen Rekord für Strike Outs in einem Spiel über neun Innings auf. Gegen die New York Mets, die das Spiel zwar mit 4:3 gewannen, gelangen ihm 19 Strike Outs. 1971 gewann er dann erstmals 20 Spiele in einer Saison.
Nach der Saison forderte er eine Gehaltsverbesserung bei den Cardinals, die diese allerdings ablehnten und ihn zu den Philadelphia Phillies transferierten. Bei den Phillies zeigte er dann wohl seine beste Saison. Er gewann 27 Spiele, hatte 30 komplette Spiele, 310 Strike Outs und einen ERA von 1.97 und gewann damit die Triple Crown. Bemerkenswert sind seine Leistungen gerade in dieser Zeit umso mehr, als die Phillies in dieser Saison den letzten Platz in ihrer Division mit einer Bilanz von 59 Siegen und 97 Niederlagen belegten und Carlton damit für fast die Hälfte der Siege als Pitcher verantwortlich zeichnete. 
In diesem Jahr gewann er auch seinen ersten Cy Young Award. 1977, 1980 und 1982 konnte er diesen Erfolg wiederholen und war der erste Spieler, der die Trophäe für den besten Pitcher einer Saison viermal gewinnen konnte.
Zwischen 1973 und 1975 allerdings war er nicht sonderlich erfolgreich, da er mit verschiedenen Verletzungen zu kämpfen hatte. Als die Presse seine Trainingsmethoden kritisierte, entschloss Carlton sich, Pressevertretern keine Interviews und Auskünfte zu geben. Dies hielt er während seiner ganzen Zeit bei den Phillies durch. Als 1981 der Mexikaner Fernando Valenzuela bei den Los Angeles Dodgers für Aufsehen sorgte, schrieb ein Reporter:„Die beiden besten Pitcher der National League sprechen kein Englisch: Fernando Valenzuela und Steve Carlton.“
1980 half er den Phillies dann zu ihrem ersten (und bis 2008 einzigen) Sieg der World Series. Gegen die Kansas City Royals gewann er zwei Spiele, darunter das entscheidende sechste. 1983 erreichte er mit den Phillies zum zweiten Mal die World Series, unterlag dort aber den Baltimore Orioles. Am 23. September 1983 gewann Carlton als 16. Spieler in der Geschichte der MLB sein 300. Spiel als Pitcher gegen die St. Louis Cardinals. 
Während der Saison 1986 wurde er von den Phillies entlassen und wechselte zu den San Francisco Giants. Dort war er am 5. August 1986 der zweite Spieler in den Major Leagues nach Nolan Ryan, der 4.000 Strike Outs in seiner Karriere erreichte. Kurz danach erklärte er seinen Rücktritt, spielte aber in der gleichen Saison noch bei den Chicago White Sox. Weitere Stationen waren die Cleveland Indians und die Minnesota Twins, bevor er dann endgültig zurücktrat.
Carlton beendete seine Karriere mit 329 Siegen bei 244 Niederlagen, einem ERA von 3.22 und 4.136 Strike Outs. In der Zahl der Strike Outs liegt er damit nur hinter Nolan Ryan, Randy Johnson und Roger Clemens. 1994 wurde er in die Baseball Hall of Fame gewählt und die Phillies vergeben seine Rückennummer 32 nicht mehr. Ebenfalls errichteten sie eine Statue von ihm außerhalb des Citizens Bank Park.
Einen Fernsehauftritt hatte Steve Carlton in der amerikanischen Serie Eine schrecklich nette Familie in der Folge Der Werbespot aus 1992.